# Garenblekerij Boones Blijk

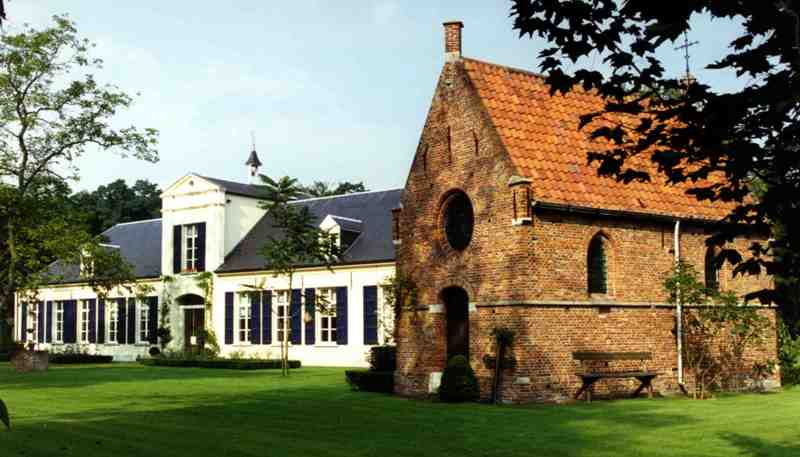
Bedrijfsgebouw en kapel

De Garenblekerij Boones Blijk is een landgoed ten noorden van de Belgische stad Turnhout, gelegen aan de Elzenstraat 2.

## Geschiedenis
In 1654 werd hier een garenblekerij opgericht door Peter Van de Venne en Jan Theeus. Dit bedrijf wisselde enige malen van eigenaar en in 1739 werd het overgenomen door Domenicus Vermanden. Onder deze eigenaar groeide het bedrijf. Er werd een bedrijfsgebouw opgetrokken, er werden waterlopen gegraven om vanuit de omliggende vennen het spoelwater naar de bleekvelden en het spoelreservoir te leiden. Hij werd eigenaar van het Eerste Ven, het Tweede Ven en het Peerdsven.
In 1804 kwam een einde aan het bedrijf. Het bedrijfsgebouw werd tot woning omgebouwd en op de voormalige bleekvelden werd een park aangelegd. In 1893 kwam het goed aan Emile Boone die in 1904 op het landgoed ook een kapel bouwde.

## Domein
Het betreft een min of meer driehoekig omgracht domein. Er is nog een driekante vijver aanwezig, het voormalige spoelreservoir. Verder is van de inrichting van de blekerij niet veel meer over.
Op het terrein bevindt zich het voormalig bedrijfsgebouw, het heeft een torentje met een klokje.
Het neogotisch kapelletje is een eenvoudig bakstenen gebouwtje in neogotische stijl, overkluisd met een houten tongewelf.
Ook is er een 18e-eeuwse langsschuur die tegenwoordig als paardenstal in gebruik is.